# ریچارد تیتموس
ریچارد تیتموس (انگلیسی: Richard Titmuss; ۱۶ اکتبر ۱۹۰۷ – ۶ آوریل ۱۹۷۳) بریتانیایی پیشگام در تحقیقات اجتماعی و آموزش آن بود. او رشته دانشگاهی مدیریت اجتماعی (که در حال حاضر تا حد زیادی در دانشگاه به عنوان سیاست اجتماعی شناخته می‌شود) را تأسیس کرد و جایگاه مؤسس این مبحث را در مدرسه اقتصاد لندن به دست گرفت.
کتاب‌ها و مقالات او در ۱۹۵۰ به تعریف ویژگی‌های دولت رفاه بریتانیا بعد از جنگ جهانی دوم و یک جامعه رفاه جهانی، در راه همکاری با گونار میردال سوئدی مؤثر بود.

## زندگی‌نامه
تیتموس در ۱۹۰۷ متولد شد. به عنوان فرزند دوم خانواده ای کشاورز، در حومه شهر بزرگ شد و در ۱۴ سالگی بدون هیچگونه مدرک رسمی مدرسه را ترک کرد. به عنوان یک خودآموخته، به مدت ۱۶ سال برای یک شرکت بزرگ بیمه کار کرد در حالی که به‌طور همزمان به دنبال علاقه به موضوعات اجتماعی از طریق مطالعه، بحث کردن و نوشتن بود. نگرانی‌های اولیه اش مسائلی مانند بیمه و ساختار سنی جمعیت، مهاجرت، بیکاری و تجدید تسلیحات، سیاست خارجی و جنبش صلح بودند. در سال ۱۹۳۸ فقر و جمعیت را که بر تفاوت‌های منطقه‌ای بین شمال و جنوب متمرکز بود منتشر کرد. در سال ۱۹۳۹، مشکل مواد غذایی ما را به چاپ رساند. در این زمان، تیتموس در جامعه اصلاح نژاد بریتانیا نیز فعال بود.
در ۱۹۴۲، برای نوشتن قسمتی از سری مدنی تاریخ رسمی جنگ، با عنوان مشکلات سیاست اجتماعی استخدام شد. کاری که اعتبار او را برای تأسیس کرسی جدید در مدرسه اقتصاد لندن به خوبی حفظ کرد. در این فرایند، به شدت از سوی تامس هامفری مارشال جامعه‌شناس حمایت می‌شد.
در LSE (مدرسه اقتصاد لندن)، آموزش مددکاری اجتماعی را دگرگون کرد و سیاست گذاری اجتماعی را به عنوان یک رشته دانشگاهی تأسیس کرد. او به تعدادی از کمیته‌های دولت در خدمات بهداشت و سیاست گذاری اجتماعی کمک کرده‌است. او همچنین مشاوره‌هایی را در آفریقا به همراه برایان آبل-اسمیت انجام داد. کسی که بعدها جانشین او در صندلیش شد. نگرانی‌های او عمدتاً بر مسائل مربوط به عدالت اجتماعی متمرکز بود.
آخرین و شاید مهم‌ترین کتاب وی رابطه هدیه‌ای فلسفهٔ ایثار او را در جامعه و سیاست گذاری اجتماعی بیان می‌کند و مانند بسیاری از کارهای او، بر اولویت وی بر ارزش‌های خدمات عمومی بیش از اشکال شخصی یا تجاری از موضوع مراقبت تأکید می‌کند. کتاب اثرگذار بود و منجر به قانون تنظیم بازار خصوصی در ایالات متحده شد. وی برای خوانش ضعیف آثار کلاسیک جامعه شناختی مانند آثار امیل دورکیم مورد انتقاد قرار گرفت (هرچند او هرگز ادعا نمی‌کرد که یک جامعه‌شناس است) درحالی که ممکن است این موضوع تا حدودی منعکس کنندهٔ آموزش دانشگاهی نا کافی وی باشد. در واقع این نتیجه بی علاقگی تیتموس به جامعه‌شناسی غیر مشارکتی و علاقه اش به تعامل با مسائل مربوط به سیاست گذاری اجتماعی معاصر و حتی برخی مؤسسات خطاپذیر این حیطه می‌باشد. برای مثال، او برای نقش خود به عنوان یک نایب رئیس کمیسیون مزایای تکمیلی دولت بسیار مورد انتقاد قرار گرفت. در مقابل تلاش برای تغییر وضعیت مؤسسات ناکارآمد به نفع فقرا را استدلال کار خود قرار داد که درگیری با آن‌ها باعث لکه دار شدن اعتبار او شد.
تیتموس صندلی خود در مدرسه اقتصاد لندن را از ۱۹۵۰ نگه داشت و پس از مدت کوتاهی و تا زمان مرگش در ۱۹۷۳ در کابینهٔ دولت و واحد تحقیق پزشکی اجتماعی مشغول به کار شد.

## تأثیرات وی
برخی آثار او هنوز خوانده می‌شوند و برخی نیز در ویرایش‌های جدید و با کشف ارتباطات آن‌ها با دورهٔ معاصر تجدید چاپ شده‌اند. در واقع بسیاری از نوشته‌هایش به عنوان سخنرانی‌های او در مدرسه اقتصاد لندن و پیش سخنرانی‌های عمومی شناخته شده می‌شوند. اگرچه بعدها بسیاری از این‌ها با عنوان خوانندگان یا مقالات جمع‌آوری شدند، او هرگز خلاصهٔ کار و فلسفه خود را در قالب یک شاهکار در سیاست‌گذاری اجتماعی کامل نکرد.
ریچارد تیتموس بعد از مرگش شناخته شد. مانند تیتموس، جانشین فعلی او، جولیان لو گراند مشاور دولت در سیاست‌های بهداشتی است. اگرچه، تأکید او بر بازار خصوصی در سرویس سلامت همگانی (ان‌اچ‌اس) به‌طور قابل توجهی باعث تمایز او از آنچه تیتموس به شدت به آن اعتقاد داشت شد. اعتقاد تیتموس بر اختصاص خدمات جهانی بر اساس نیازهای اساسی بود. (به جای درآمد یا اعتبار)

## زندگی شخصی
تیتموس با یک مددکار اجتماعی به نام کاتلین میلر ازدواج کرد.
تنها دختر آن‌ها آن اکلی برخی آثارش را برای انتشار مجدد ویرایش کرده‌است و زندگی‌نامه‌ای از والدینش با عنوان Richard and Kay Titmuss: My Parents' Early Years نوشته‌است.

## آثار مهم
آثار مهم او عبارتند از:
- (Titmuss, Richard, The Gift Relationship: From Human Blood to Social Policy (1970
- Commitment to Welfare, 1968
- Income Distribution and Social Change, R. M. Titmuss, 1962
- Essays on the Welfare State, R. M. Titmuss, 1958
- Problems of Social Policy, R. M. Titmuss, 1950
- Welfare & Wellbeing: Richard Titmuss's contribution to Social Policy, P. Alcock, H. Glennerster, A. Oakley & A. Sinfield
- Private Complaints & Public Health: Richard Titmuss on the National Health Service, Ann Oakley & Jonathan Barker